# Tommaso Mocenigo
Tommaso Mocenigo (Venezia, 1343 – Venezia, 4 aprile 1423) è stato un politico, diplomatico e militare italiano; duca di Candia e doge della Repubblica di Venezia dal 7 gennaio 1414 fino alla sua morte.

## Biografia

### Primi incarichi
Era il primogenito di Pietro di Giovanni Mocenigo, del ramo residente a San Samuele, e di un'Elena di cui non si conosce il casato.
La prima notizia sul suo conto risale al 1373, quando prese parte alla difesa del fortilizio di Lova contro i Padovani. Nell'aprile del 1377 risultava capo della Quarantia.
Daniele Chinazzo racconta che, durante la guerra di Chioggia, i Genovesi raggiunsero il Lido inseguendo un suo mercantile giunto dalla Siria carico di cotone. Nel corso del 1380 combatté i Liguri che occupavano Chioggia e nel novembre divenne componente della commissione dei Cento sopra la Guerra, contribuendo alle decisioni strategiche che portarono alla vittoria veneziana.
Nel 1382 acquistò all'asta una galea della muda di Alessandria d'Egitto. Nel giugno dello stesso anno fu nelle commissioni elettorali per la successione del doge Andrea Contarini.
Il suo cursus honorum ebbe un'accelerazione a partire dal 1385, quando il padre fu eletto procuratore di San Marco.
Nell'ottobre 1386 entrò per un anno nel Consiglio dei Dieci e nel 1387, assieme al fratello Giovanni, fu eletto in una giunta di sessanta patrizi costituita per decidere la politica della Repubblica verso la Dalmazia. Nell'aprile 1389 fu uno dei dieci nobili incaricati di accogliere nei pressi di Chioggia Francesco I Gonzaga, diretto a Venezia in visita. Nel 1390 fu uno dei due ufficiali chiamati a controllare la contabilità dei provveditori alle Biave. Frattanto si dedicava con il fratello Giovanni ai commerci di vino e tessuti con la Siria.
Nel 1394 fu eletto consigliere ducale. Nel 1395 divenne ambasciatore a Ferrara, quindi prese parte alla delegazione che porse a Gian Galeazzo Visconti le congratulazioni per la sua nomina a duca di Milano. Al ritorno, in qualità di provveditore, prese possesso del Polesine che Venezia aveva ricevuto da Ferrara come garanzia.

### Crociata di Nicopoli

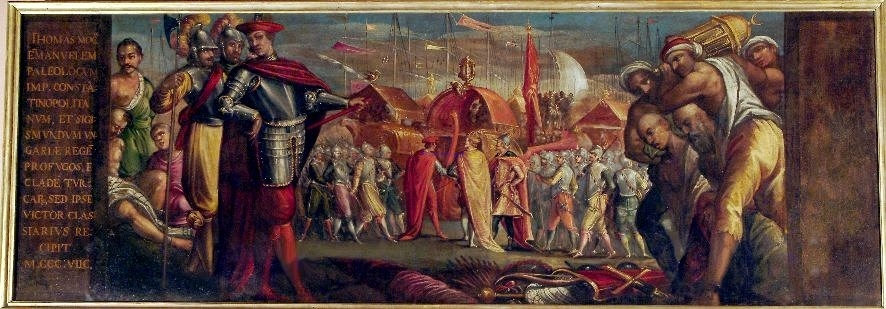
Tommaso Mocenigo incontra Sigismondo d'Ungheria e Emanuele di Bisanzio durante la crociata di Nicopoli, tela secentesca esposta a palazzo Mocenigo.

All'inizio del 1396 fu protagonista di un evento che determinò una svolta decisiva nella sua carriera politica.
In quel periodo il re d'Ungheria Sigismondo di Lussemburgo aveva organizzato una crociata contro i Turchi del sultano Bayezid I che avevano ridotto i domini bizantini a pochi lembi di terra in Tracia. Mentre il sovrano dirigeva l'esercito cristiano verso Adrianopoli, il Senato veneziano diede ordine al Mocenigo di portare otto galere oltre il Bosforo per poi risalire il Danubio. L'armata riuscì a togliere l'assedio degli Ottomani a Costantinopoli, ma gli eventi successivi non furono altrettanto fortunati: i cristiani furono duramente sconfitti a Nicopoli (28 settembre) e i pochi superstiti, compreso re Sigismondo, riuscirono a salvarsi solo grazie alle navi del Mocenigo che li attendeva alle foci del Danubio; da lì ripararono in Dalmazia.
Il sovrano, riconoscente, concesse al Mocenigo un vitalizio di mille ducati annui, prelevati dai 7000 che riceveva annualmente dalla Serenissima a favore dell'impegno antiturco; invero non ricevette mai alcun beneficio, poiché i magistrati veneziani opposero una serie di obiezioni sulla legittimità dell'atto.
In ogni caso, la vicenda vide accrescere il prestigio del Mocenigo che, tornato a Venezia, fu subito eletto savio del Consiglio (12 gennaio 1397). Il 13 marzo successivo venne chiamato, insieme ad altri tre, a far parte di una legazione da inviare a re Sigismondo, per convincerlo a riprendere la guerra contro i Turchi.

### Carriera successiva

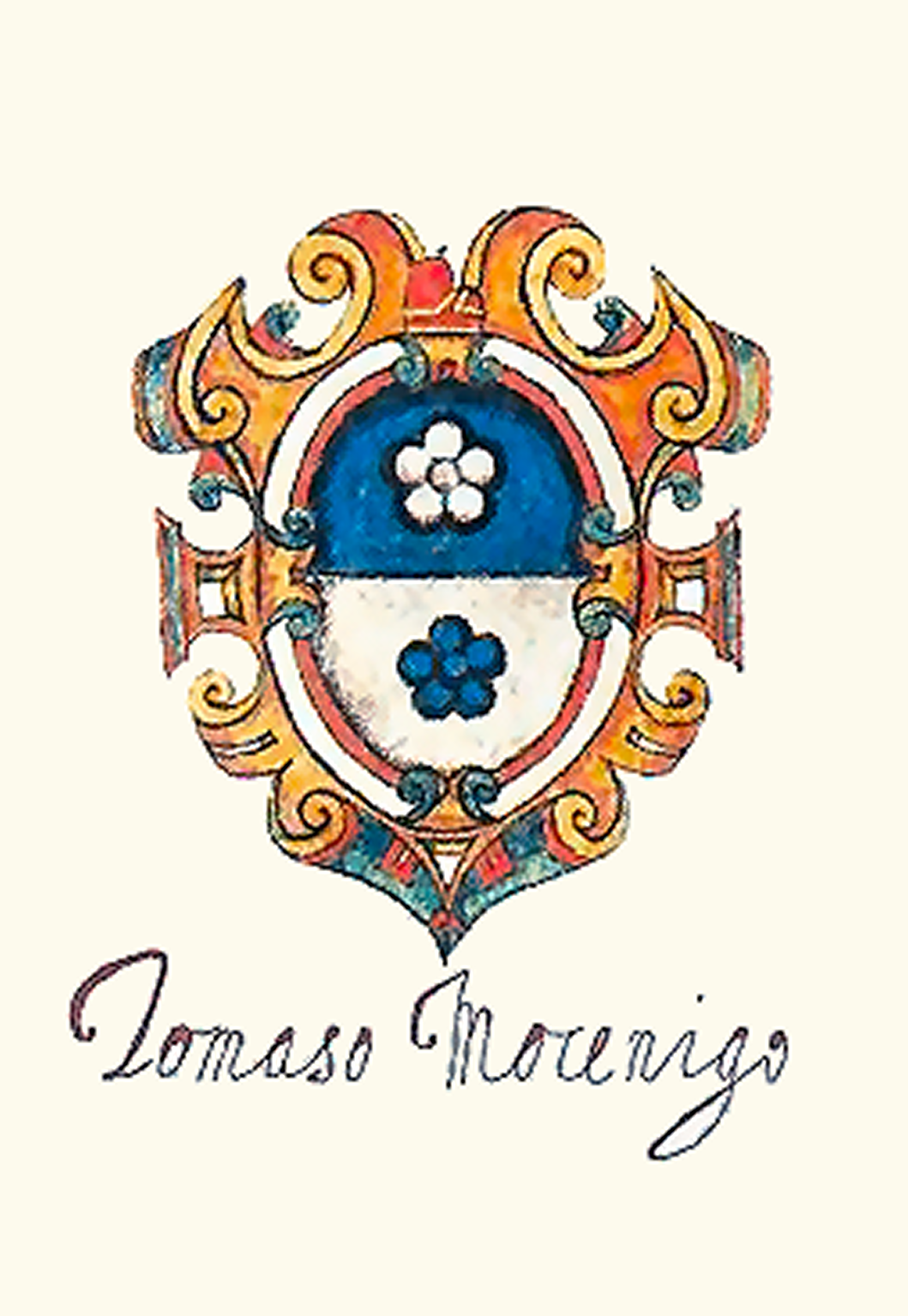
Stemma del doge Mocenigo

Membro di una commissione dedicata al commercio del rame, nella primavera del 1398 fu eletto nuovamente savio del Consiglio per il semestre aprile-settembre, venendo riconfermato per il periodo settembre 1399-agosto 1400.
Testimonianza della fama raggiunta, il Mocenigo presenziò a varie cerimonie ed eventi diplomatici a Palazzo Ducale; lo si ritrova, tra l'altro, alla stipulazione della pace con Gian Galeazzo Visconti (21 marzo 1400), tra i correttori della promissione ducale (fine 1400) e tra i quarantuno elettori del doge Michele Steno (1º dicembre 1400).
Dopo essere stato avogador di Comun all'inizio del 1401, ricoprendo al contempo la carica di "sindaco" per il potenziamento delle fortificazioni del Trevisano, il 20 maggio era in missione presso il Visconti. Il 28 giugno 1402 fu a Padova con Carlo Zen, dove fu portavoce della solidarietà del Senato a Francesco Novello da Carrara, i cui figli erano prigionieri del Duca di Milano.
Nuovamente savio del Consiglio per il periodo ottobre 1402-marzo 1403, dovette lasciare l'incarico il 22 ottobre 1402, quando divenne provveditore di Negroponte con lo scopo di occuparsi alle difese dell'isola.
Tornato a Venezia al termine del mandato, divenne ancora savio del Consiglio ma anche questa volta dovette dimettersi prima del termine essendo stato eletto duca di Candia. Attestato sull'isola dal settembre 1403 al luglio 1405, di questo periodo ci è rimasto l'interessante epistolario intrattenuto con il fratello Giovanni.
Mentre si trovava a Creta, la Serenissima aveva completato la conquista della terraferma veneta fino al lago di Garda, con l'esclusione di Padova che resisteva all'annessione. Appena rimpatriato, fu nominato provveditore in campo al comando delle truppe che assediavano la città, che fu espugnata il 22 novembre. Dopo questa data fu nominato con Zaccaria Trevisan vicepodestà di Padova, ma non vi rimase a lungo: il 5 febbraio 1406 tornò a Venezia dove era stato nominato procuratore di San Marco de supra.
Tra il giugno e il luglio successivi si portò a Genova come plenipotenziario per discutere dei risarcimenti da assegnare ai mercanti delle due Repubbliche che avevano operato a Beirut, Famagosta e Rodi. Rientrato in laguna, tornò a far parte dei savi del Consiglio dall'ottobre 1406 al settembre 1407; durante questo mandato fu coinvolto nella stipulazione del patto di protezione con Obizzo da Polenta che, qualche decennio dopo, permise a Venezia di annettere Ravenna e il suo territorio.
Nell'estate 1407 prese parte alla missione che concluse un'alleanza con Alberto V d'Austria, un trattato di amicizia con il conte di Arco e un altro patto con Pandolfo III Malatesta, Niccolò III d'Este e Francesco I Gonzaga. Nella seconda metà del 1408, quando era ancora savio del Consiglio, entrò in una commissione che doveva valutare l'acquisto della Dalmazia, che Ladislao d'Angiò aveva offerto a Venezia contro le mire di Sigismondo di Lussemburgo. Il parere fu favorevole, così, mentre il fratello Leonardo si recava a Zara per prendere possesso della regione, il Mocenigo con Giovanni Barbo giunse a Buda per mediare con Sigismondo; il tentativo non riuscì, nonostante la stima goduta presso il sovrano.
Successivamente alternò i lavori nel Consiglio agli impegni diplomatici. Per tre volte si recò in missione presso Sigismondo, ma non riuscì a impedire che il suo esercito, al comando di Pippo Spano, invadesse il Friuli. Gli scontri furono sospesi in seguito alla tregua di Castellutto (17 aprile 1413) e il Mocenigo riprese le trattative a Lodi, dove si trovava Sigismondo per incontrare papa Giovanni XXIII. Fu proprio in questa circostanza che ricevette la notizia, con qualche giorno di ritardo, della sua elezione a doge (7 gennaio 1414), in sostituzione del defunto Michele Steno. In attesa del suo rientro a Venezia, venne eletto in sua mancanza Paolo Correr, consigliere anziano del Maggior Consiglio. Portatosi a Verona, fu scortato da una delegazione di dodici senatori che lo accompagnarono a Venezia, dove giunse il 28 gennaio.

### Dogato

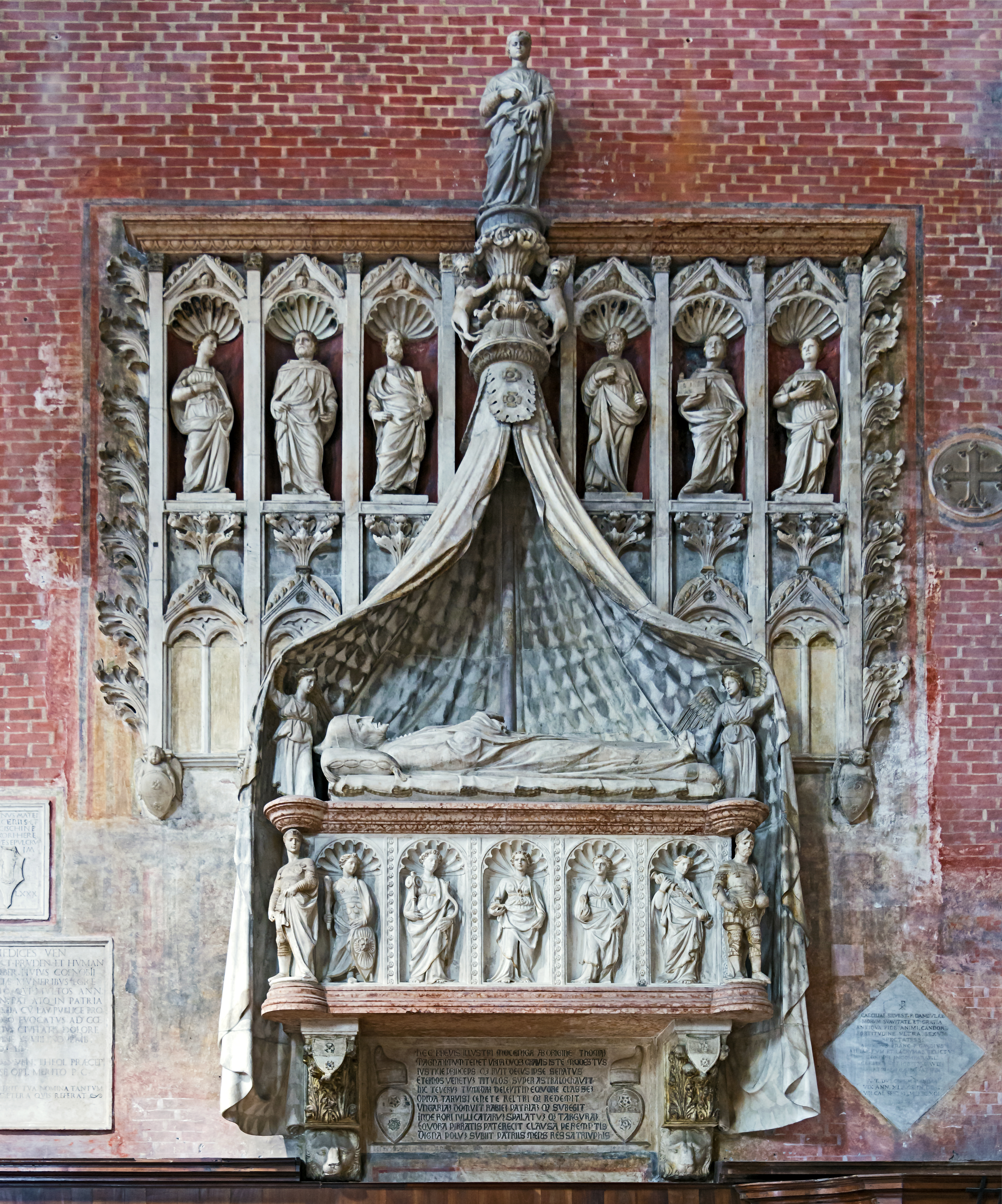
Tomba di Tommaso Mocenigo ai Santi Giovanni e Paolo.

Esponente di una famiglia che da secoli aveva fondato la propria fortuna sul commercio marittimo (lui stesso era stato mercante), il Mocenigo fu un doge propenso alla pace e contrario al coinvolgimento della Repubblica nelle questioni italiane, convinto che la naturale vocazione di Venezia fossero gli scambi via mare. Poco prima di salire al soglio ducale, la Serenissima aveva posto il proprio domino sul Veneto e proprio sotto il suo mandato fu acquisito il Friuli, abbattendo lo Stato patriarcale di Aquileia; la sua linea era quella di accontentarsi di tali conquiste, che pure assicuravano il controllo di fiumi e altre vie di comunicazione, e di tornare a concentrarsi sui traffici navali.
Queste idee lo videro spesso in contrasto con il procuratore Francesco Foscari, che sosteneva una Venezia più aggressiva attraverso l'alleanza con la Repubblica di Firenze contro i Visconti.
Cercò di rinnovare gli accordi con il nuovo sultano Mehmet I inviando degli ambasciatori in una spedizione guidata da Pietro Loredan. La missione venne fraintesa dagli ottomani che attaccarono, ma vennero annientati durante la Battaglia di Gallipoli del 1416.
A pochi giorni dalla morte, il Mocenigo avrebbe pronunciato una sorta di testamento politico davanti al governo, nel quale ribadiva i suoi principi basati su pace, cura del diritto e fede. I suoi sforzi diplomatici con re Sigismondo, che ancora rappresentava uno dei più potenti nemici di Venezia, dimostravano quanto fosse difficile negoziare una tregua; pertanto avrebbe messo in guardia i Senatori dall'elezione del bellicoso Francesco Foscari.
Tuttavia, con la sua morte avvenuta il 4 aprile 1423 dopo una breve malattia, fu proprio il Foscari a succedergli, dando avvio a una svolta decisiva nella storia della Repubblica.
Fu sepolto basilica dei Santi Giovanni e Paolo. Nel testamento, stilato il 7 aprile 1422, nominava suoi eredi il fratello Leonardo e i nipoti Andrea e Marino, figli del defunto fratello Francesco; una parte delle sostanze passò alla figlia naturale Margherita (era rimasto celibe).

### Fonti
- Ducas, Historia turco-bizantina 1341-1462, a cura di Michele Puglia, Rimini, il Cerchio, 2008, ISBN 88-8474-164-5.

### Studi
- Giuseppe Gullino, MOCENIGO, Tommaso, in Dizionario biografico degli italiani, vol. 75, Roma, Istituto dell'Enciclopedia Italiana, 2011. URL consultato il 12 maggio 2014.
- Alvise Zorzi, La repubblica del Leone, Rusconi, 1979.